# 香川船渠
香川船渠株式会社（かがわせんきょ）は、香川県小豆郡小豆島町にある造船・船舶修繕事業者である。

## 概要
香川県小豆郡小豆島町の草壁港近くに浮ドックを備えた造船所を設置している。おもに小豆島周辺航路の旅客船や内航貨物船等の検査・修繕事業を行っている。

## 主要設備
- 浮ドック
  - No.1：幅40m（内寸34m）×長さ120m[2][3]
  - No.2：幅22m（内寸18m）×長さ84m[2]
  - No.3：（2014年（平成26年）完成予定）[4]
  - クレーン台船：55t吊1隻[2]

## 沿革
- 1886年（慶応2年） - 喜多造船所設立[4]。
- 1969年（昭和44年）2月 - 香川船渠有限会社設立[4]。
- 1970年（昭和45年）9月 - 株式会社に改組[4]。
- 2011年（平成23年）8月 - 新神戸ドック（株）と業務協力強化[4]。